# Santo António de Vagos
Santo António de Vagos is een plaats (freguesia) in de Portugese gemeente Vagos en telt 1773 inwoners (2001).